# Dekhatbhuli
Dekhatbhuli (nep. देखतभुली) – gaun wikas samiti w zachodniej części Nepalu w strefie Mahakali w dystrykcie Kanchanpur. Według nepalskiego spisu powszechnego z 2001 roku liczył on 2628 gospodarstw domowych i 16 521 mieszkańców (8020 kobiet i 8501 mężczyzn).